# يان فيلدنس
يان فيلدنس ولد في بلدية انفرس حوالي 1586 وتوفي في نفس البلدية في 22 أكتوبر 1653،
هو رسام فلمنكي قريب من بيير بول روبنز ومتخصص في مشاهد الحقول.
ويلدن هو ابن هنريك ويلدن وماجدلينا ووزبرجن. توفي والده مبكرا، وتزوجت والدته ب كورنليس كوك وانجبا ابنتهما سوزان التي تزوجت ب كورنليس دافوس عام 1617.وهو شقيق بول دافوس والاخ غير الشقيق ل فرانس سنايدر : كانت إذا أسرة من الرسامين بامتياز.
بدأ في سن العاشرة تدريبه على يد بيير فرهيلست وكان عضوا في نقابة القديس لوقا حيث أصبح معلما فيما بعد.
انتقل إلى إيطاليا في 1613 ونشر العام الموالي سلسلة من اثني عشر مطبوعا متركزة على المواسم.
بعد أن أمضى ثلاث سنوات عاد من إيطاليا وانشأ شراكة مع روبنز.
و تخصص تصميم صناديق الحلويات وخلفيات الروبنز وصانعي المفروشات.
بعد 1620 عمل أكثر على الأعمال الشخصية التي تقدم مشاهد الصيد والريف وقد تقرب في هذه الفترة من جون بريغل وبول بريل.
تزوج في العام 1619 من ماريا شتابارت . وانجبا الطفلان جان بابتيست (1620-1637) وجيريمي (1621-1653) اللذين أصبحا رسامين أيضا.
مع موت روبنز في 1640، كان ويلون هو المتفذ لوصيته.روبنز شكل واجهة لويلدون عندما كان هذا الأخير يعمل في ورشته.، خاصتا في العامين 1617 و1617.